# Djóni Joensen
Djóni Joensen (21 agosto 1972) è un ex calciatore faroese, di ruolo centrocampista.

## Carriera

### Nazionale
Ha collezionato 5 presenze con la propria Nazionale.